# صندوق قطر للتنمية
صندوق قطر للتنمية هي كيان حكومي في دولة قطر، مسؤول عن التنمية الدولية والمساعدات الخارجية لدولة قطر؛ تم تأسيسها بموجب القانون 19 لعام 2002. كما تنسق مؤسسة قطر الخيرية مع المؤسسات الخيرية والتنمية في قطر  والمدير العام هو خليفة بن جاسم الكواري. في مايو 2017، اجتمع صندوق قطر للتنمية مع اليونسكو لمناقشة صندوق اليونسكو للتراث في حالات الطوارئ، والذي يساعد الصندوق في تمويله، على الرغم من أن مجالات التعاون الأخرى قد تم دمجها في المناقشة. تعهدت قطر أيضًا بمساعدة لاجئي الروهينجا في ماليزيا على استخدام أموال الصندوق.